# Meineid
Ein Meineid ist ein falscher Eid vor Gericht oder möglichen anderen Stellen, die nach dem Gesetz zur Abnahme von Eiden befugt sind. Der Duden definiert Meineid als „Eid, mit dem wissentlich, vorsätzlich etwas Unwahres beschworen wird“. Der Meineid ist von einem Eidbruch zu unterscheiden: Beim Eidbruch tritt die Eidesverletzung nicht bereits im Moment der Eidesleistung ein, sondern erst im Nachhinein, durch Nichteinhaltung (etwa eines Amtseids).

## Etymologie
Der Begriff Meineid leitet sich aus dem Althochdeutschen ab, wobei „mein“ nicht als Possessivpronomen zu verstehen ist, sondern „falsch, betrügerisch“ bedeutet. Meineid stammt aus dem althd. meineid des 8. und 9. Jahrhunderts (mhd. meineit, asächs. mēnēð, mnd. mēnēt, mnl. meineet, nl. meineed, aengl. mānāþ, anord. meineiðr, schwed. und dän. mened). Das erste Wortglied stellt den Nominalstamm aus germ. *maina- ‘falsch’ dar, das als Adjektiv im Althochdeutschen für ‘falsch, betrügerisch’ – ursprünglich auch für ‚vertauscht, verwechselt‘ – verwendet wurde. Das althochdeutsche Substantiv mein bezeichnete im 8. Jahrhundert ‘Frevel, Unrecht, Missetat’, im Altsächsischen mēn auch ‘Frevel, Sünde’ sowie im altenglischen mān ‘Verbrechen’. Eine Wortgemeinschaft bildet das Wortbestandteil zu gemein sowie durch spätere Detailverschiebung zu meiden, missen sowie dem Präfix Miß- bzw. Miss-. Verwandt ist der Begriff mit der Meintat, ein im alten germanischen Recht ein schweres Verbrechen, das auf eine gemeine (niederträchtige) Gesinnung schließen lässt. Es handelt sich dabei um einen Sammelbegriff für schwere Verstöße gegen Recht und Sitte jeglicher Art.

## Deutschland
Ein Meineid ist ein Aussagedelikt und bezeichnet im deutschen Strafrecht das falsche Schwören vor Gericht oder einer anderen zur Abnahme von Eiden zuständigen Stelle (§ 154 StGB). Geschütztes Rechtsgut ist die Rechtspflege.
Meineid ist ein Verbrechen (vgl. § 12 Abs. 1 StGB), das mit Freiheitsstrafe von einem bis fünfzehn Jahren geahndet wird. In minder schweren Fällen ist die Strafe eine Freiheitsstrafe von sechs Monaten bis zu fünf Jahren. Ein minder schwerer Fall kann beispielsweise vorliegen, wenn der Schwörende nicht hätte vereidigt werden dürfen. Dies ist etwa dann der Fall, wenn der Schwörende nicht eidesfähig ist (vgl. § 60 StPO). Seit 1872 ist die Strafbarkeit einer falschen Versicherung an Eides statt systematisch einem Meineid ähnlich, aber mit niedrigerer Strafdrohung.
Im Gegensatz zur früheren Rechtslage und Praxis ist die Vereidigung von Zeugen nicht mehr die Regel, sondern die Ausnahme, und steht im Ermessen des Gerichts (§ 59 StPO, § 391 ZPO).
Der Versuch des Meineides beginnt nicht mit der Falschaussage, sondern mit dem Schwören der Eidesformel. Wenn der Zeuge, der eine falsche Aussage gemacht hat, diese vor vollständigem Ablegen des Eides noch berichtigt, so ist er strafbefreiend vom Versuch des Meineids zurückgetreten. Es bleibt dann lediglich die Strafbarkeit wegen falscher uneidlicher Aussage, die spätestens mit der Anordnung der Vereidigung vollendet ist.
Im Mittelalter war ein Meineid zudem ein Verstoß gegen den beeideten Fehdeverzicht.

## Österreich
Wer vor Gericht gemäß § 288 Absatz 2 Strafgesetzbuch eine falsche Beweisaussage unter Eid ablegt oder mit einem Eid bekräftigt oder sonst einen in den Gesetzen vorgesehenen Eid vor Gericht falsch schwört, ist mit Freiheitsstrafe von sechs Monaten bis zu fünf Jahren zu bestrafen.